# Oanh đuôi nhọn ngực vàng
Oanh đuôi nhọn ngực vàng (danh pháp khoa học: Tarsiger chrysaeus) là một loài chim thuộc chi Oanh đuôi nhọn, họ Đớp ruồi. Loài chim này sinh sống ở rừng Bhutan, Trung Quốc, Ấn Độ, Myanmar, Nepal, Pakistan, Thái Lan và Việt Nam. 

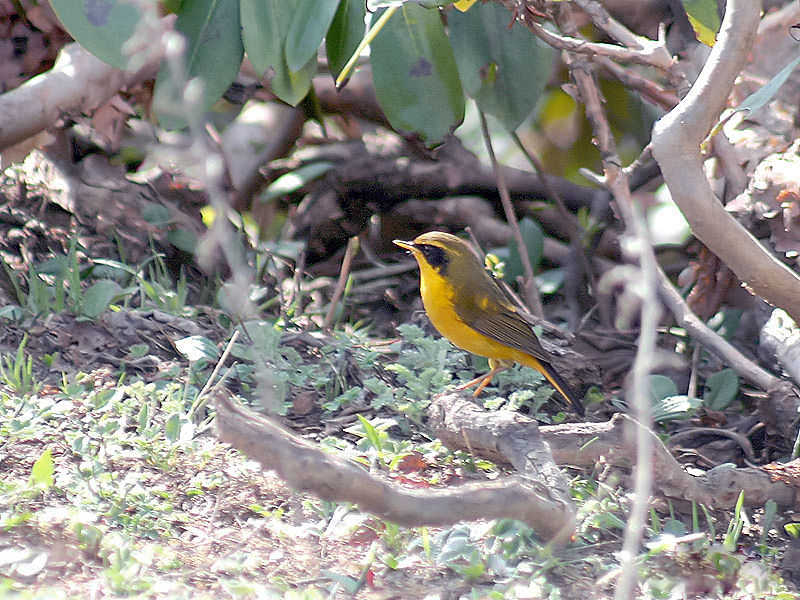
Chim trống chụp ở Kullu - quận Manali, Himachal Pradesh, Ấn Độ